# (3265) Fletcher
(3265) Fletcher – planetoida z pasa głównego asteroid okrążająca Słońce w ciągu 3 lat i 272 dni w średniej odległości 2,41 j.a. Została odkryta 9 listopada 1953 roku w Landessternwarte Heidelberg-Königstuhl w Heidelbergu przez Karla Reinmutha. Nazwa planetoidy pochodzi od Fletchera Christiana (1764-1793), marynarza na HMS Bounty, przywódcy słynnego buntu. Przed nadaniem nazwy planetoida nosiła oznaczenie tymczasowe (3265) 1953 VN2.